# Tableau
Tableau (Tableau Software, Inc.) — американская компания, разработчик одноимённого программного обеспечения для интерактивной визуализации данных и бизнес-аналитики. Основана в январе 2003 года, 1 августа 2019 года поглощена корпорацией Salesforce за $15,7 млрд..
Основатели — исследователи факультета информатики Стэнфордского университета Кристиан Шабо, Пэт Ханрахан и Крис Столте, специализировавшиеся на методах визуализации для реляционных баз данных и кубов. В период с 1999 по 2002 года функционировала как коммерческий исследовательский центр при Стэнфорде. Как самостоятельная компания зарегистрирована в 2003 году в Маунтин-Вью, через год штаб-квартира перенесена в район Фремонт в Сиэтле. До 2016 года компанию возглавлял Шабо, после чего генеральным директором назначен Адам Селипски. В марте 2017 года построено новое здание штаб-квартиры в Уоллингфорде, в 2018 году октрыт новый офис во Фремонте. В июне 2018 года компания приобрела стартап Empirical Systems из Кембриджа, специализирующийся на технологиях глубокого обучения.

## Продукты
Продукты Tableau собирают данные из реляционных баз данных, OLAP-кубов, облачных баз данных, электронных таблиц и позволяют создавать визуальные представления для этих данных. Основные продукты:
- Tableau Desktop (домашняя и профессиональная версии)
- Tableau Server (серверная версия)
- Tableau Online (публичный PaaS)
- Tableau Prep Builder[17] (выпущено в 2018)
- Tableau Vizable[18] (мобильное приложение для визуализации потребительских данных выпущено в 2015 году)
- Tableau Public (бесплатный онлайн-продукт)
- Tableau Reader (бесплатное средство для просмотра отчётов)
- Tableau Mobile
- Tableau CRM[19].

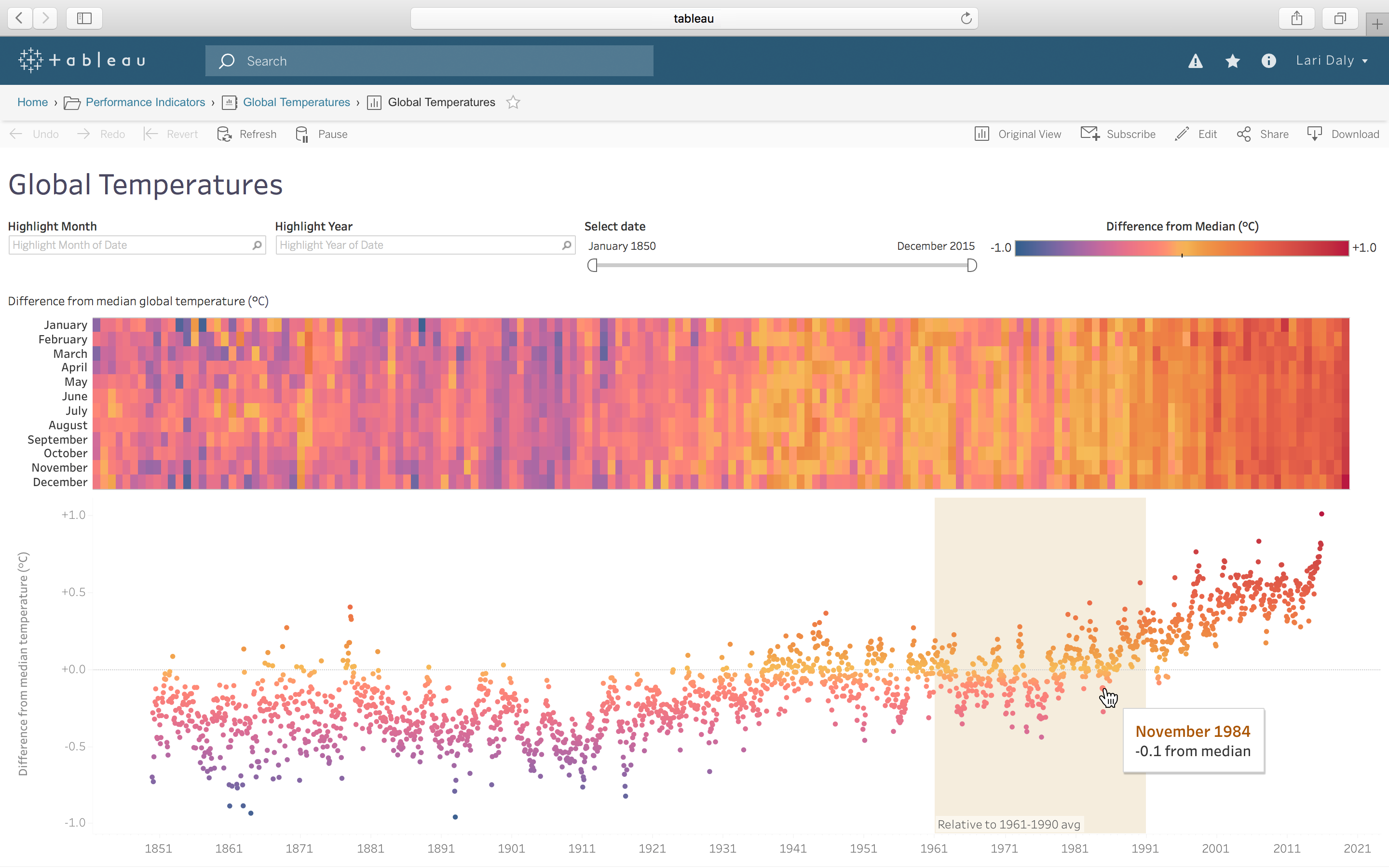
Визуализация, созданная в Tableau Software

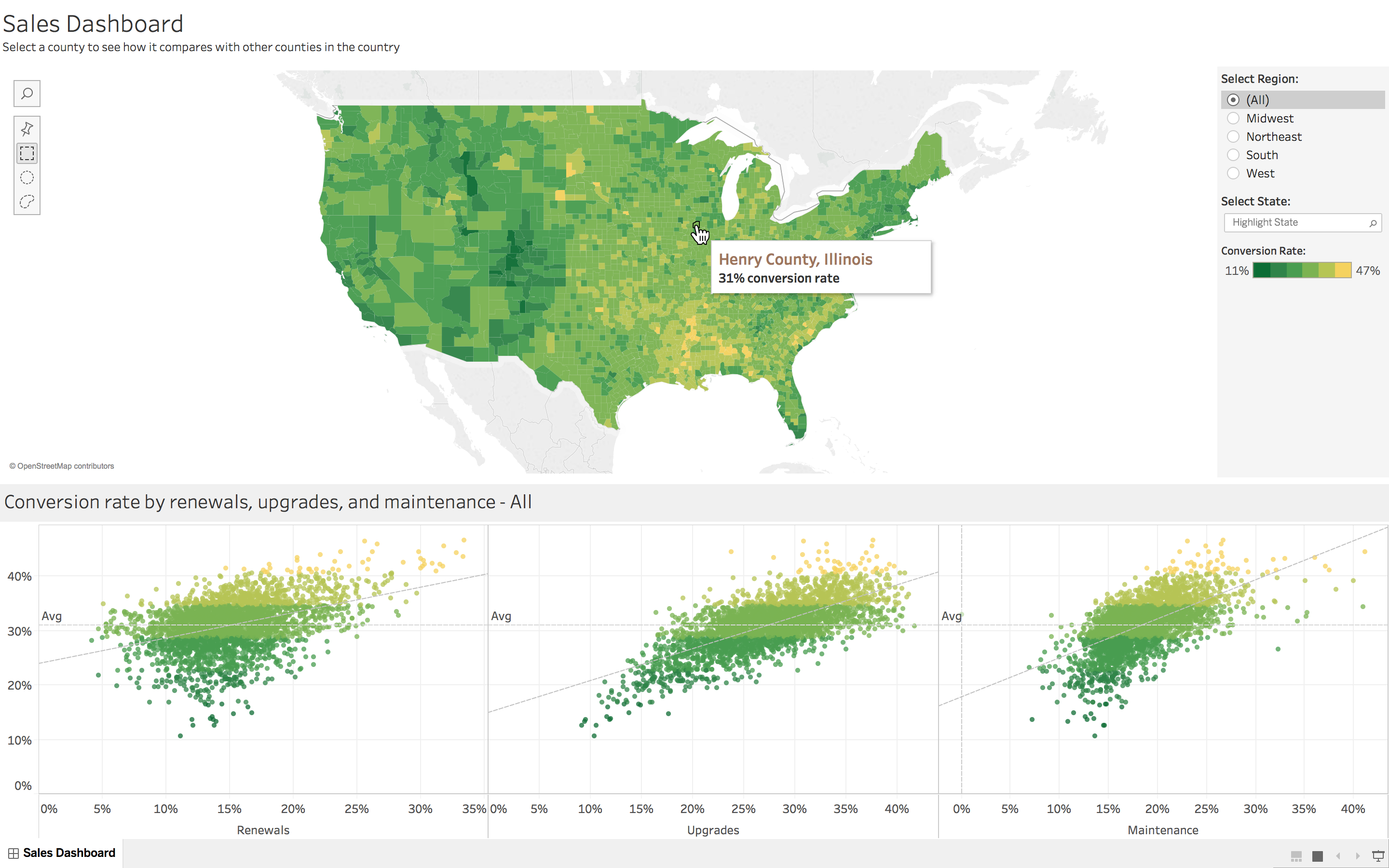
Визуализация, созданная в Tableau Software

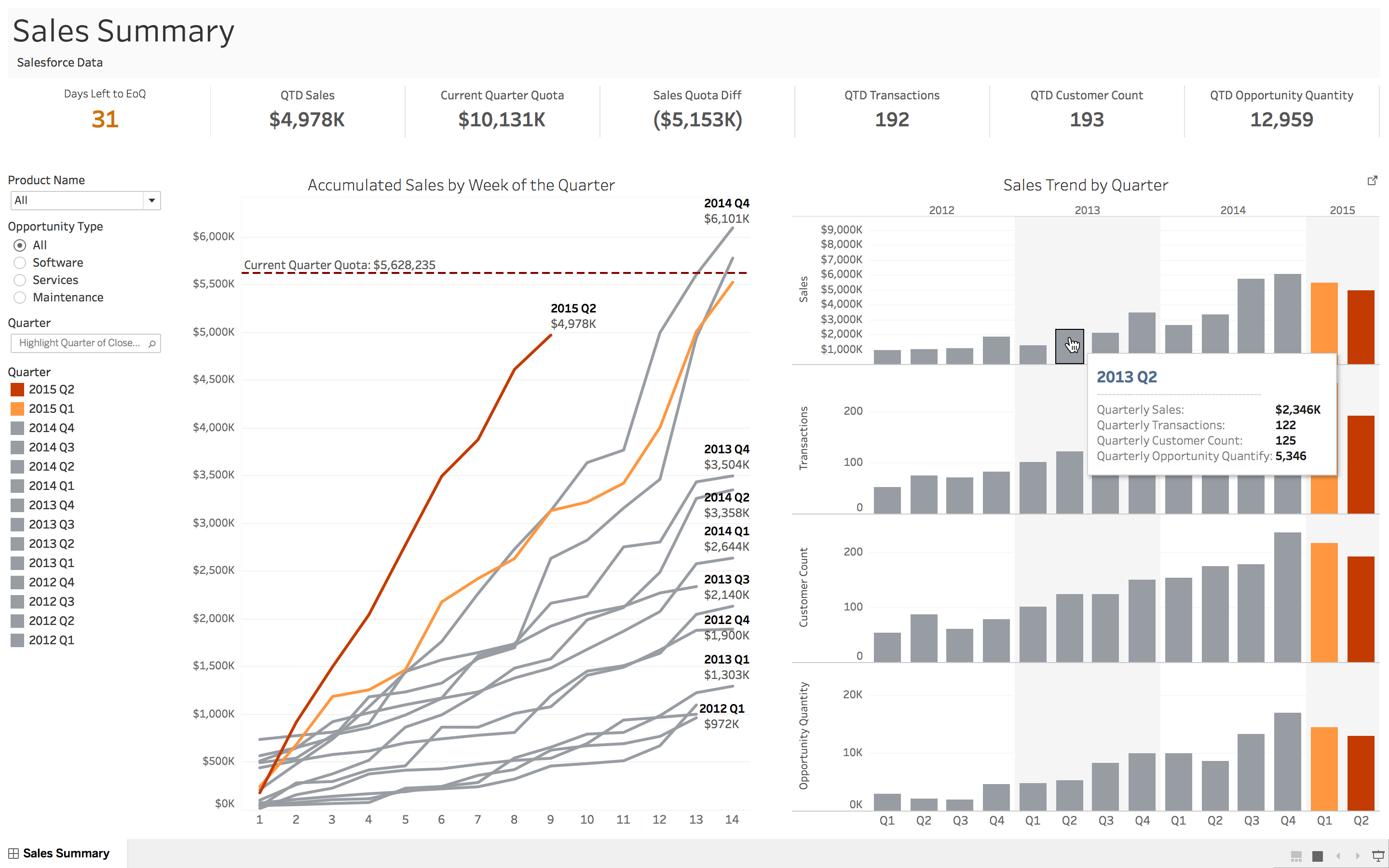
Визуализация, созданная в Tableau Software

Продукты позволяют визуализировать данные с использованием географических карт (поддерживается совместимость с Shapefile, KML и GeoJSON для отображения геообъектов), встроенное геокодирование позволяет автоматически сопоставлять данные с административным делением (страна, штат или провинция, округ или район), почтовыми индексами, MSA, кодами регионов, аэропортами и областями Европейского союза (коды NUTS). Есть возможность группировать географические регионы для создания пользовательских территорий или настраивать геокодирование для расширения существующих географических ролей в продукте.

## Финансы
17 мая 2013 года Tableau осуществила первичное публичное размещение акций на Нью-Йоркской фондовой бирже, собрав более $250 млн. До IPO Tableau собрал более $45 млн венчурных инвестиций от таких инвесторов как NEA и Meritech.
Выручка компании в 2013 году достигла $232,44 млн, что на 82 % больше, чем в 2012 году, когда она составляла $128 млн. В 2010 году выручка Tableau составила $34,2 млн. Эта цифра выросла до $62,4 млн в 2011 году и $127,7 млн в 2012 году. Прибыль за те же периоды составила $2,7 млн, $3,4 млн и $1,6 млн соответственно.

## Политика в отношении публично размещённых данных
2 декабря 2010 года Tableau удалил визуализации WikiLeaks, связанные с утечкой дипломатических телеграмм США, заявив, что это произошло из-за прямого политического давления сенатора США Джозефа Либермана.
21 февраля 2011 года Tableau опубликовал обновлённую политику в отношении данных. В сопроводительном письме в блоге упоминаются два основных изменения: создание официального процесса рассмотрения жалоб и приоритет свободы слова в качестве руководящего принципа. Кроме того, в сообщении было объявлено о создании консультативного совета, чтобы помочь компании ориентироваться в будущих ситуациях, которые «раздвигают границы» политики. Tableau сопоставил свою новую политику с моделью, изложенною в Законе об авторском праве в цифровую эпоху, и высказал мнение, что в соответствии с новой политикой — визуальные эффекты Wikileaks не будут удаляться, поскольку «основная информация была о статистических данных телеграмм, а не о самих телеграммах».

## Награды
В 2008 году Tableau была названа лауреатом премии Codie в номинации «Лучшее решение для бизнес-аналитики» Ассоциацией программного обеспечения и информации. Отмечалась как лидер в магическом квадранте Gartner в сегменте бизнес-аналитики и платформ BI семь лет подряд с 2012 по 2019 год.

## Дополнительные ссылки
- tableau.com — официальный сайт Tableau